# Cleora dothionis
Cleora dothionis är en fjärilsart som beskrevs av Holloway 1979. Cleora dothionis ingår i släktet Cleora och familjen mätare. Inga underarter finns listade i Catalogue of Life.